# Приріт західний
Приріт західний (Batis erlangeri) — вид горобцеподібних птахів прирітникових (Platysteiridae).

## Назва
Вид названо на честь німецького орнітолога Карло фон Ерлангера (1872—1904).

## Поширення
Вид поширений в Центральній Африці від Камеруну та Анголи до Еритреї та Кенії. Його природними середовищами існування є тропічні вологі ліси та вологі савани.